# Kościół Wesela w Kannie
Kościół Wesela w Kannie – kościół rzymskokatolicki położony w miejscowości Kefar Kanna, na północy Izraela. Jest on pod wezwaniem Wesela i odnosi się do cudu przemienia wody w wino na weselu w Kanie Galilejskiej.

## Położenie
Kościół Wesela jest położony w centralnej części miejscowości Kefar Kanna, w Dolnej Galilei na północy Izraela.

## Historia

### Tradycja chrześcijańska
Kościół nawiązuje do cudu w Kanie Galilejskiej (przemienienia przez Jezusa Chrystusa wody w wino na weselu) opisanego w Nowym Testamencie.

### Historia budowli
Wykopaliska archeologiczne ujawniły, że w miejscu dzisiejszego kościoła na przełomie od I do IV wieku znajdowała się prywatna rezydencja mieszkalna - zapewne powstała ona na miejscu jeszcze starszych zabudowań. W IV wieku utworzono tutaj synagogę. W podłodze kościoła umieszczono szklaną taflę, przez którą można zobaczyć mozaikę właśnie z tego okresu. Widnieje na niej napis w języku aramejskim, wskazujący na fundatora synagogi. Mozaika znajdowała się pierwotnie w głównym holu synagogi. W okresie bizantyjskim, około V wieku synagoga została zburzona. W jej wschodniej części powstał wówczas bizantyjski grobowiec oraz niewielka chrześcijańska kaplica, której pozostałości znajdują się w kościelnej krypcie. W okresie krzyżowców wzniesiono kościół, nieznane są jednak daty jego wybudowania i zburzenia. Wiadomo, że około XIV wieku w tym miejscu wybudowano kolejny kościół. W 1551 roku Bonifacy z Raguzy zastał kościół w ruinie, a muzułmanie pokazywali pielgrzymom miejsce, w którym miał miejsce cud przemienienia.
W 1641 roku franciszkanie z Kustodii Ziemi Świętej rozpoczęli proces pozyskiwania gruntów w Kannie. Proces ten został zakończony w 1879 roku. Dla upamiętnienia tego wydarzenia powstała kaplica, rozbudowana w 1881 roku przez brata Aegidiusa Geisslera. W 1901 roku dobudowano obecną fasadę, a w dniu 30 września 1906 roku biskup Angelo Roncalli poświęcił ołtarz. W drugiej połowie lat 90. XX wieku Kustodia Ziemi Świętej rozpoczęła kompleksową renowację kościoła. Projekt został zrealizowany w ramach przygotowań do Wielkiego Jubileuszu Roku 2000. Przyjęto do realizacji projekt, według którego budynek miał posiadać dwa poziomy – dolny miał pokazywać pozostałości archeologiczne turystom i pielgrzymom, natomiast górny poziom został zarezerwowany dla sacrum. W 1997 roku przeprowadzono gruntowne badania archeologiczne, a całą renowację kościoła zakończono w 1999 roku.

## Opis budowli
Kościół posiada charakterystyczną fasadę neoromańską, która nawiązuje w stylu do średniowiecznych wzorców z Europy. Została ona wzniesiona z białego kamienia. Posiada ona dwie kondygnacje, a do przodu wysunięty jest parterowy balkon wspierający się na czterech kolumnach. Przy samym wejściu umieszczono dwie starożytne kolumny, które być może pochodzą z synagogi z IV wieku. Na wysokości pierwszej kondygnacji znajdują się trzy łuki - w centralnym ustawiono rzeźbę Jezusa Chrystusa. Powyżej znajduje się fronton z trzema posągami – pośrodku jest Maria z Nazaretu, a po jej bokach aniołowie. Fasada posiada dwie boczne wieże, których kopuły są zwieńczone krzyżami.
Kościół posiada jedną wąską, podłużną nawę z kamiennymi ścianami. Zadaszenie posiada kolebkowe sklepienie. W części wschodniej umieszczono trzy apsydy w kształcie trójlistnego liścia koniczyny. Centralna część jest przykryta dużą kopułą z ośmioma oknami. Wnętrze kopuły jest pomalowane na niebiesko, a w jej centralnej części wymalowano gołębia symbolizującego Ducha Świętego. Powyżej głównego ołtarza umieszczono obraz z biblijną sceną wesela w Kannie. W bocznych apsydach znajdują się mniejsze ołtarze z figurami Jezusa i Matki Bożej Fatimskiej. W dolnej części kościoła znajduje się podziemna krypta, która wykracza poza granice budynku w kierunku północnym i południowym. Po stronie północnej znajdują się pozostałości dawnej apsydy i bizantyjskiego grobu. Po stronie południowej znajdują się pozostałości rezydencji z IV wieku.